# Колю Фичето (квартал на Велико Търново)
„Колю Фичето“ или наричан още „Триъгълника“ е квартал на град Велико Търново.

## История
В южната част на квартала са открити останки от римско селище в местността „Качица“. От средата на 1930-те години, районът около квартала започва да се облагородява. Известно е, че на негова територия са се намирали няколко чешми, най-голямата сред която е била „Качица“ в едноименната местност. В района около местността са се намирали няколко колиби на лозари. През 1950-те години в района на днешния квартал се построяват вили и овощни градини. През 1970-те години се изготвят два плана за бъдещ жилищен комплекс. Построена е Професионална гимназия по електроника „Александър Степанович Попов“. Първоначално се съставя план за елипсовиден булевард от Беляковско шосе до района на автогара Запад и перпендикулярно на нея да бъдат разположени улици, на които да бъдат построени многоетажни жилищни сгради. Реализира се втори проект - голям булевард до западен пътен възел и от там булевард до „Качица“. В края на 1970-те са построени първите блокове. През 1985 г. е построен ДКС „Васил Левски“. Построени са още и СОУ „Емилиян Станев“ и сградата на Медицинския колеж. До 1989 г. са построени 39 тухлени блока (6 от тях на 15 етажа, останалите многовходови 6 – 8 етажни). След 2000 г., ново застрояване и до 2022 г. са построени още 20 блока.